# Traces of My Lipstick
Albums de Xscape
Off the Hook
(1995) Understanding
(2002)
Traces of My Lipstick est un album sorti en 1998 par le groupe féminin de R'n'B Xscape. C'est leur 3e et dernier album studio avec les 4 chanteuses d'origine. En effet, après l'enregistrement de l'album la chanteuse principale, Kandi Burruss, quitte le groupe définitivement. Les 3 autres continueront l'aventure sans toutefois sortir un nouvel album studio. Artistiquement parlant, cet ultime album est clairement orienté vers les ballades. Seul l'Intro et la piste 4 sont des up-tempo. Jermaine Dupri est toujours à la production, ainsi que Babyface et le chanteur Joe.

## Liste des titres
1. All About Me (Intro) (avec une petite apparition vocale de la rappeuse Foxy Brown
2. My Little Secret (avec les chœurs assurés par le groupe Jagged Edge)
3. Softest Place On Earth
4. Do You Know
5. One of Those Love Songs
6. The Arms of the One Who Loves You
7. I Will
8. Your Eyes
9. All I Need
10. Am I Dreamin' (avec Ol' Skool et Keith Sweat)
11. 'The Runaround
12. Hold On
13. All About Me (Reprise)